# Clubiona marna
Clubiona marna är en spindelart som beskrevs av Roddy 1966. Clubiona marna ingår i släktet Clubiona och familjen säckspindlar. Inga underarter finns listade i Catalogue of Life.